# Chalain
Pour l’article ayant un titre homophone, voir Challain.
Chalain est une partie de la commune de Fontenu dans le département de Jura (39).
Il s’agit d’une unité géographique constituée par une reculée jurassienne typique qui échancre le plateau de Champagnole et dont la partie principale est le lac de Chalain encaissé entre d’imposantes falaises et formé derrière une ancienne moraine frontale de glacier. Le fond de la vallée était occupé par un château dont il reste les ruines et par des terrains agricoles autour d’une ferme. 
La seigneurie de Chalain (qui outre le lac, incluait les terres de Fontenu, de Doucier et de Marigny) a été le fief de diverses familles, avant d'aboutir en 1693 aux Blandin de Chalain, qui étaient également seigneurs de Beauregard, de Blesney et du Mesnois et dont la branche locale s'est éteinte dans les années 1960, mais dont il subsiste diverses branches aujourd'hui, notamment en Poitou, en Mayenne et dans l'hémisphère sud à partir d'un descendant installé à l'île Maurice au XVIIIe siècle (à l'île Maurice,en Nouvelle-Zélande, en Afrique du Sud...).
En 1945, le château de Chalain, petit manoir du XVe siècle avec tourelle et chapelle intérieure, a été dévasté par un incendie allumé malencontreusement par des scouts de passage. En ruine au moment du rachat par le département du Jura, le château n’a  été restauré que sommairement, il n’en subsiste que les murs.
Le lac et ses environs ont été acquis dans les années 1950 par le département du Jura qui y a établi un domaine touristique.
Les communes de Doucier et de Marigny sont également riveraines de ce site que l’on découvre dans son ensemble depuis les belvédères de Fontenu.

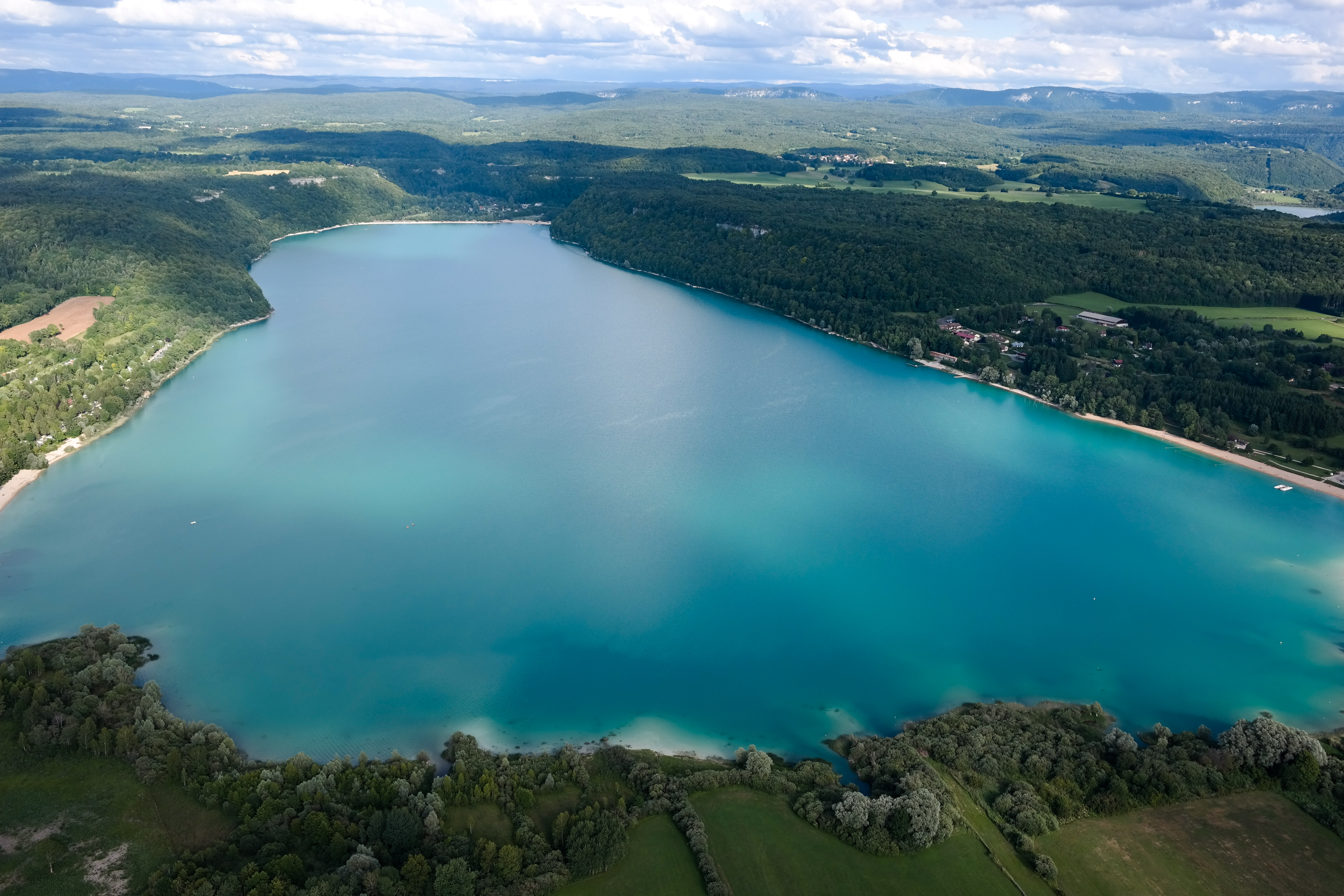
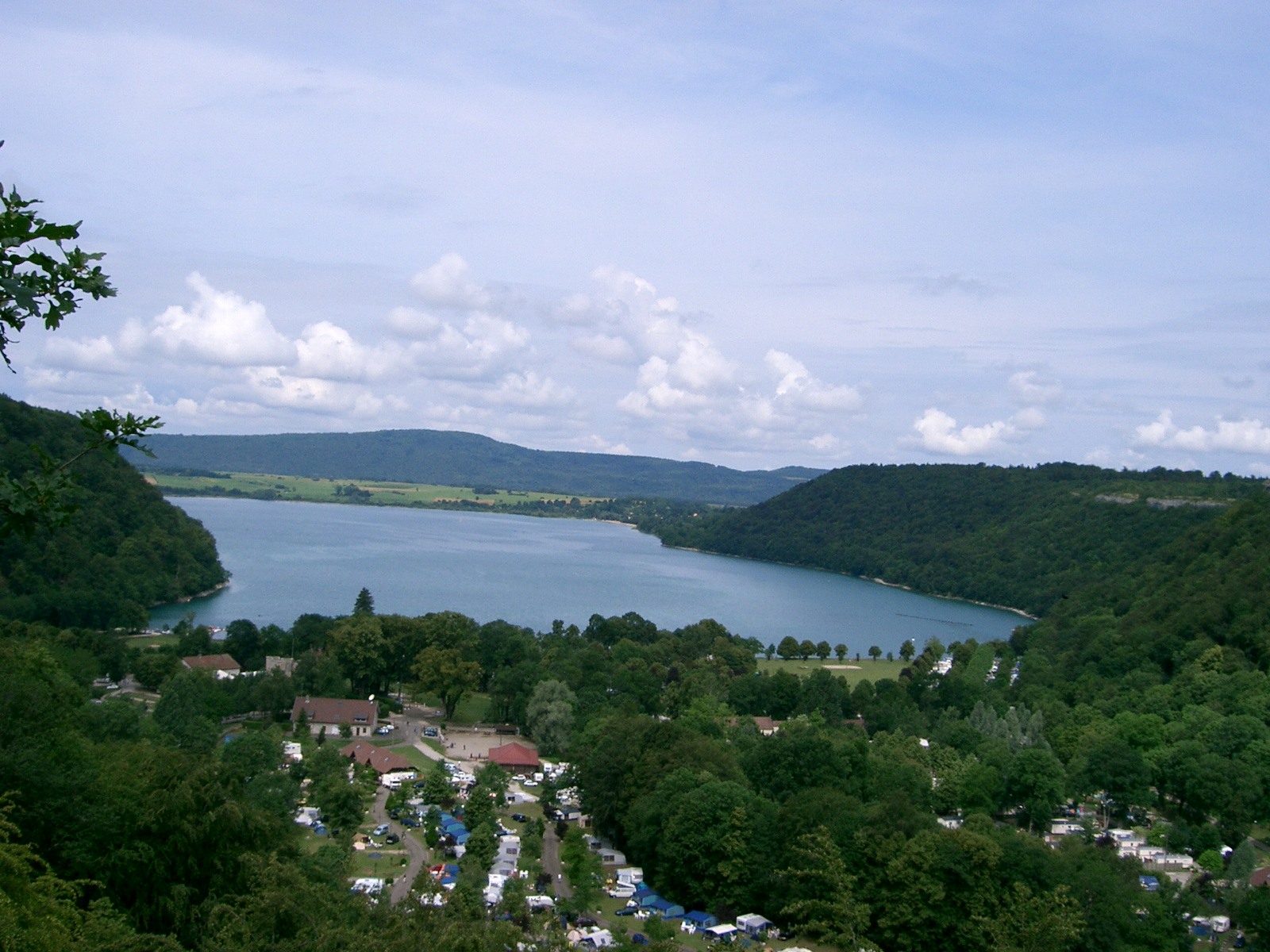
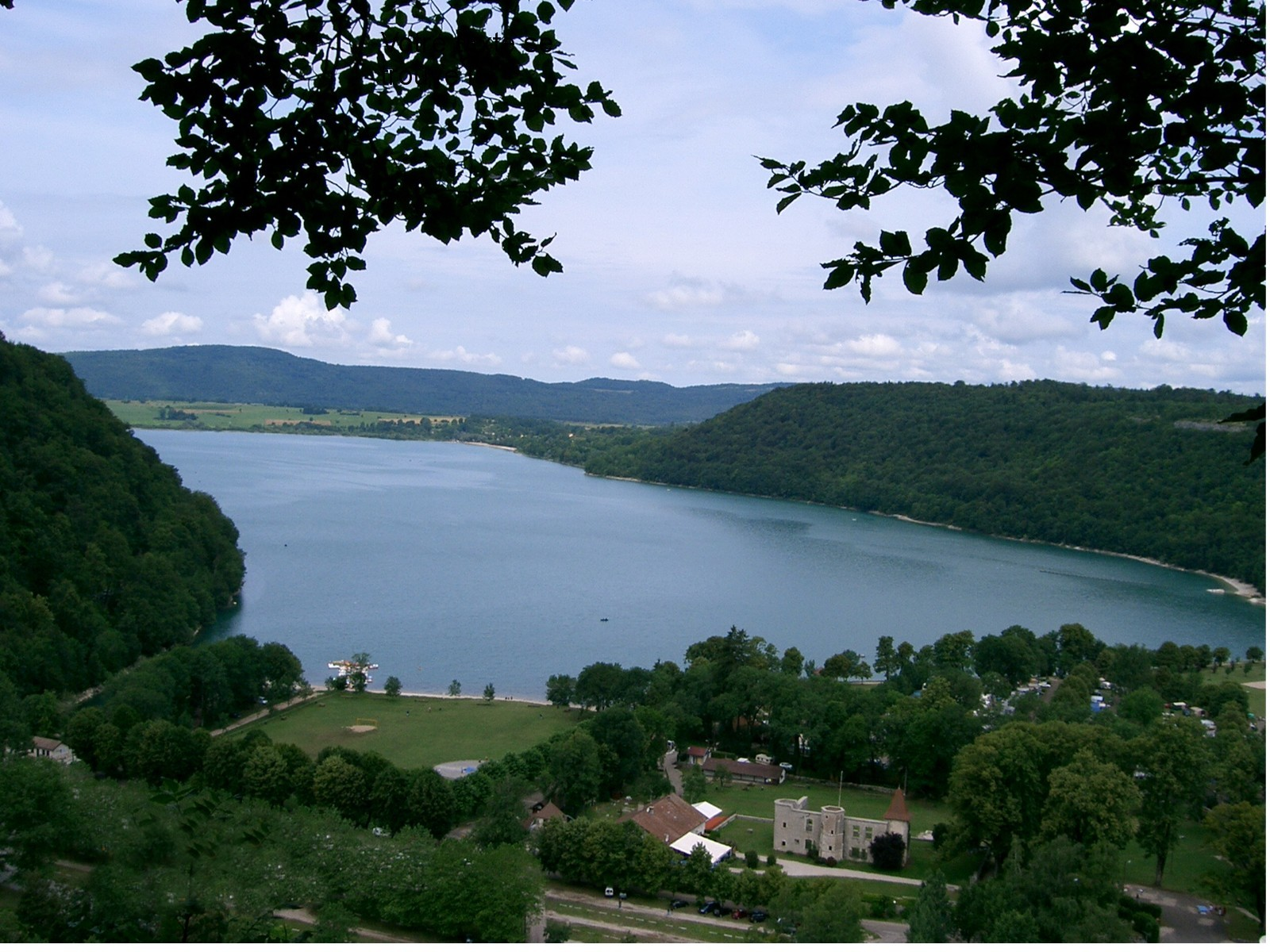
Lac de Chalain
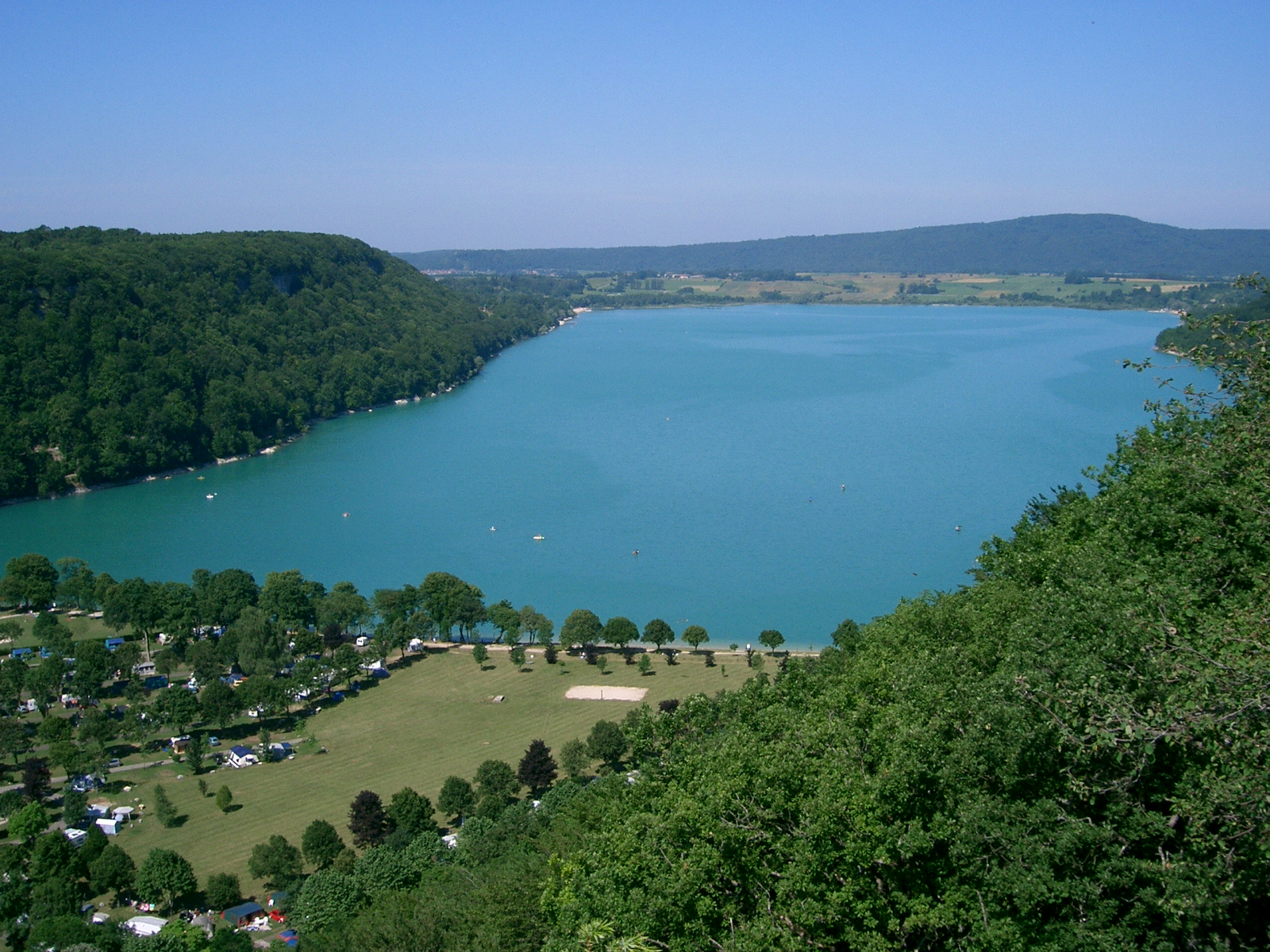
Domaine et lac de Chalain - Fontenu (39).